# Ilha do Campeche

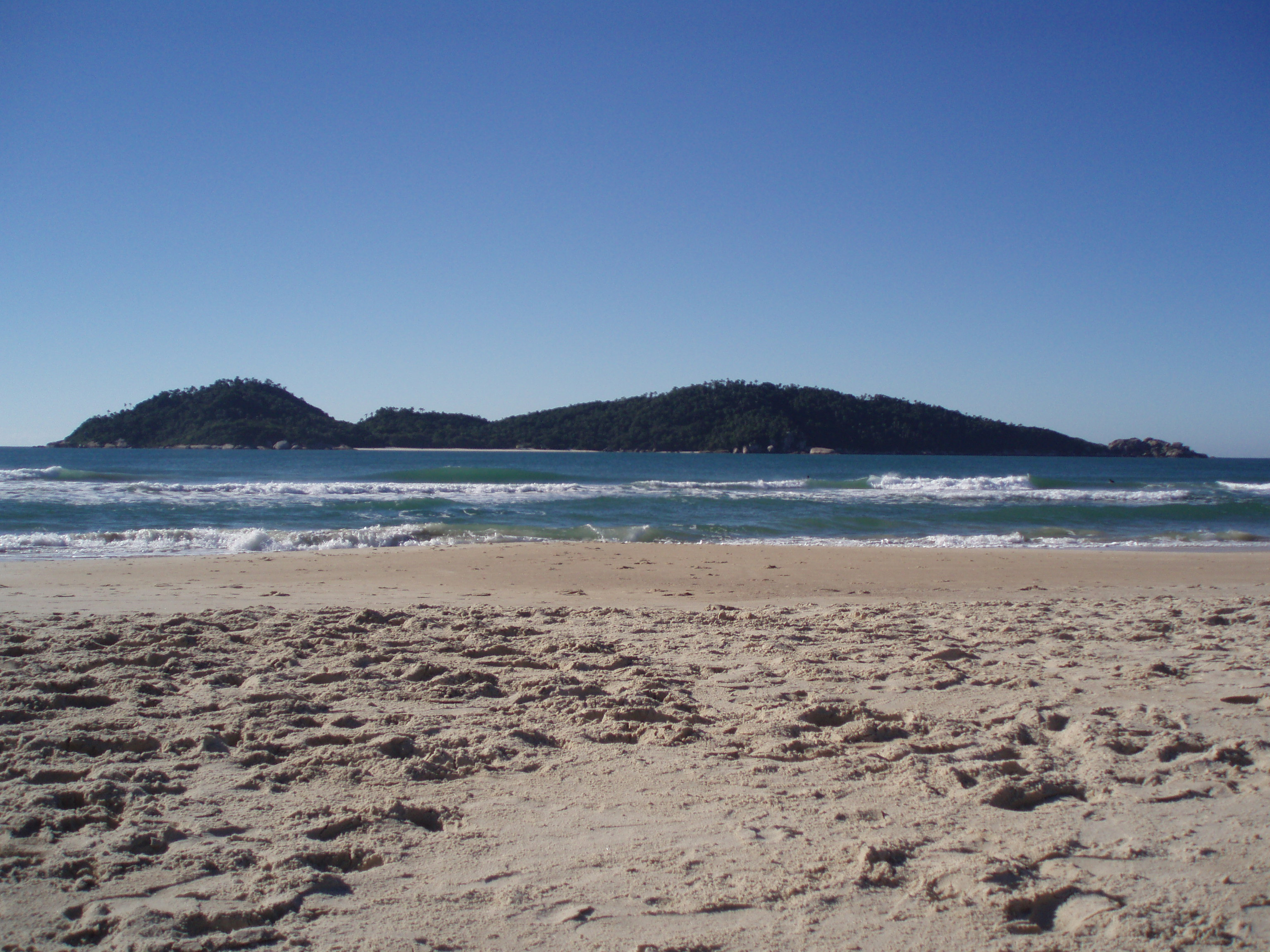
Ilha do Campeche vista da praia do Campeche, na Ilha de Santa Catarina.

A Ilha do Campeche é uma ilha localizada em Florianópolis, próxima a ilha de Santa Catarina. Fica a cerca de 1,6 km ao leste da praia do Campeche, no Oceano Atlântico. Tem cerca de 1,6 km de comprimento no sentido norte-sul. Seu uso e conservação estão definidos na Portaria do IPHAN nº 691, de 23 de novembro de 2009. 

## Etimologia
O nome da ilha vem da presença do pau-campeche no local e aparece nos mapas desde o início do século XIX, sendo que o nome da ilha deu o nome também ao bairro Campeche.

## Visitação

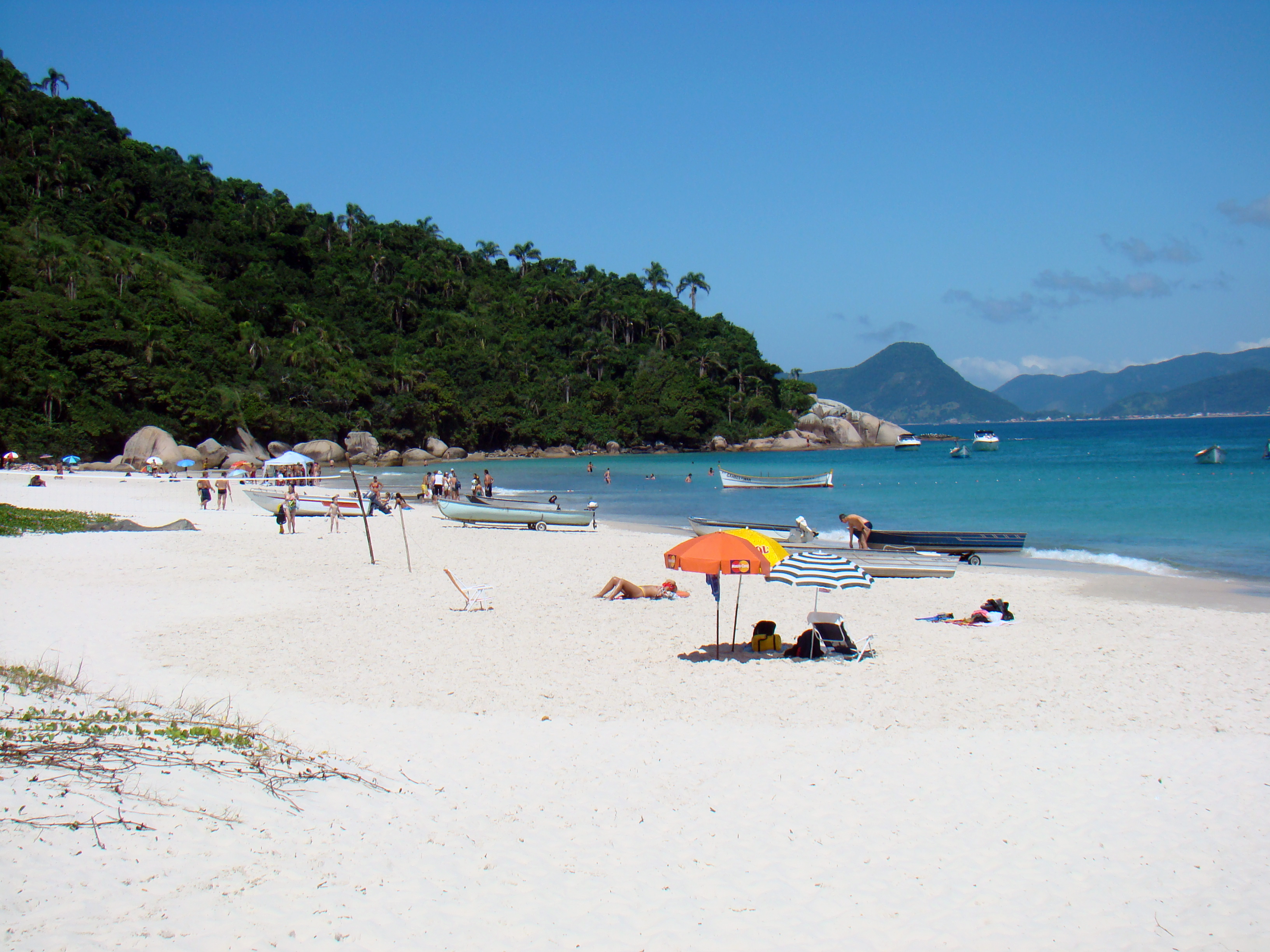
Praia da Ilha do Campeche.

A ilha do Campeche conta com apenas uma praia, localizada no lado oeste. Já no interior da Ilha é possível encontrar um vasto acervo arqueológico, datadas de 5000 a 3500 a.C. As trilhas para observação do patrimônio arqueológico somente são acessadas com o acompanhamento de guias e pagamento de taxa.
O acesso à ilha é feito através de barcos que partem da Armação, da Barra da Lagoa e do Campeche.

### Limite de desembarques diários
O Instituto do Patrimônio Histórico e Artístico Nacional limitou o número de desembarques na Ilha do Campeche em 770 pessoas durante os meses de março e novembro. Nos meses de dezembro, janeiro e fevereiro são admitidas diariamente até 800 pessoas.

### Proibições
Não é permitido na Ilha do Campeche a prática de campismo, preparação de churrasco, manufatura de fogueiras, uso de fogos de artifício, assim como o desembarque de espécimes de fauna e flora.

## Galeria
| {{{caption}}}                                        |
| Porção oeste da Ilha do Campeche, onde fica a praia. |

| {{{caption}}}                                                      |
| Existe pouca estrutura permanente no local, como este restaurante. |

| {{{caption}}}                      |
| Costão de pedras no leste da ilha. |

| {{{caption}}}                                                                         |
| Barcos levam e buscam os visitantes da Ilha de Santa Catarina até a Ilha do Campeche. |

| {{{caption}}}                                                                 |
| Vista do sul da Ilha de Santa Catarina a partir da praia da Ilha do Campeche. |

| {{{caption}}}                       |
| Vista de praia na Ilha do Campeche. |